# Сульфат марганца-дикалия
Сульфа́т ма́рганца-дика́лия — неорганическое соединение,
комплексная соль калия, марганца и серной кислоты
с формулой K2Mn(SO4)2,
образует кристаллогидраты.

## Физические свойства
Образует кристаллогидраты состава K2Mn(SO4)2·n H2O, где n = 2, 4 и 6.
Кристаллогидрат состава K2Mn(SO4)2·2H2O образует кристаллы триклинной сингонии, пространственная группа P 1, параметры ячейки a = 0,6574 нм, b = 0,7332 нм, c = 1,0700 нм, α = 72,89°, β = 73,91°, γ = 69,77°, Z = 2.
Кристаллогидрат состава K2Mn(SO4)2·4H2O образует кристаллы моноклинной сингонии, пространственная группа C 2/m, параметры ячейки a = 1,1986 нм, b = 0,957 нм, c = 0,995 нм, β = 95°, Z = 4.
Гексагидрат K2Mn(SO4)2·6H2O относится к группе солей Туттона (шенитов).